# Максим (епископ Тулузы)
Максим (лат.  Maximus) — епископ Тулузы (464—469 год).

## Биография
Максим родился в аристократической семье. Был другом и материально поддерживал известного гало-римского писателя и дипломата Сидония Аполлинария. После духовного обращения Максим отказался от роскошной и обеспеченной жизни. Когда Сидоний Аполлинарий возвращался из Бордо, то он посетил своего друга, жившего в деревне недалеко от Тулузы в скромных условиях среди простой обстановки. За свою аскетическую жизнь он заслужил уважение у местных верующих, которые избрали Максима против его воли на кафедру Тулузы. Вскоре Максим принял волю верующих и был рукоположён сначала в сан священника, а затем сразу же и в епископа. Занимал кафедру Тулузы с 464 по 469 год.